# 제1대 파이프 공작 알렉산더 더프

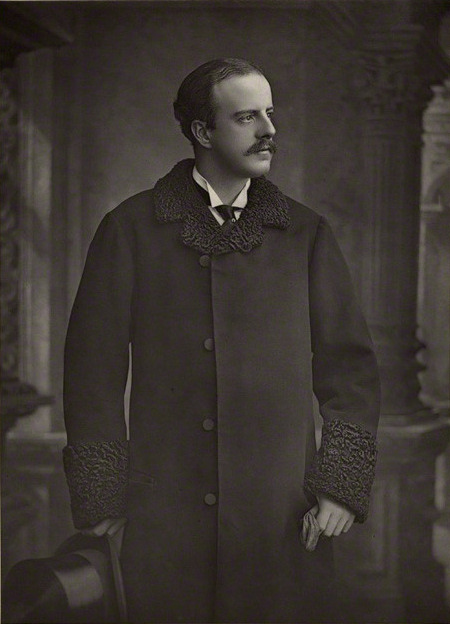
제1대 파이프 공작 알렉산더 더프

제1대 파이프 공작 알렉산더 더프(Alexander Duff, 1st Duke of Fife, KG, KT, GCVO, VD, PC, 1849년 11월 10일 ~ 1912년 1월 29일)는 스코틀랜드의 귀족으로 조부 제4대 파이프 백작 제임스 더프가 사망한 1857년부터 맥더프 자작(Viscount Macduff)위를 부친 맥더프 자작 제임스 더프에게 물려받았으며 20여년뒤 부친 제임스의 사망으로 1879년부터는 파이프 백작위도 물려받게 된다. 이후 에드워드 7세의 장녀 프린세스 로열 루이즈와 혼인하여 보유중인 작위 파이프 백작위와 맥더프 자작위는 각각 공작(파이프 공작), 후작(맥더프 후작)으로 승격되었다.